# Christoph Gilli
Christoph «Hippy» Gilli (* 17. Juni 1963 in Littau; † 26. Mai 2010) war ein Schweizer Fussballspieler und -trainer.

## Biografie
Gilli begann seine aktive Laufbahn als Abwehrspieler beim FC Littau und wurde nach einem Engagement beim SC Buochs 1983 Profifussballspieler in der Nationalliga B beim SC Zug. Zwischen 1985 und 1987 spielte er unter Trainer Ottmar Hitzfeld beim FC Aarau, der bereits zuvor beim SC Zug Trainer gewesen war. Während dieser Zeit hatte Gilli am 19. August 1986 auch seinen einzigen Einsatz für die Nationalmannschaft beim 2:0-Sieg gegen Frankreich, als er in der 76. Minute durch Georges Bregy ausgewechselt wurde. Beim 1:1-Unentschieden gegen Österreich am 27. August 1986 sass er auf der Ersatzbank. Später war er Spieler bei der AC Bellinzona in den Jahren 1987 bis 1988 sowie von 1988 bis 1992 beim FC Zürich, mit dem 1990 der Aufstieg in die Nationalliga A gelang. An der Seite von Beat Studer, Augustine Makalakalane, Roger Ljung und Vincent Fournier gehörte er zu den Stammspielern des Clubs, die nach nur drei Saisonsiegen in der regulären Spielzeit mit dem Verein in der Auf-/Abstiegsrunde antreten mussten. Dort gelang mit sieben Siegen ohne Niederlage als Tabellenerster der Klassenerhalt.
Zuletzt war Gilli zwischen 1992 und 1994 Spieler beim FC Luzern.
Im Jahr 2006 kehrte er zum FC Littau zurück und engagierte sich während zwei Jahren als Trainer der A-Junioren. Ebenso war er eine wichtige Stütze der Seniorenmannschaft des FC Littau, mit der er im Jahre 2008 Innerschweizer Seniorenmeister und 2009 Innerschweizer Senioren-Cupsieger wurde.
Christoph Gilli starb unerwartet am 26. Mai 2010 im Alter von 47 Jahren.